# Tina Pandev
Tina Pandev, slovenska citrarka.
Igranje citer poučuje na glasbeni šoli na Ravnah na Koroškem. Kot učenka te iste šole je dosegla vrsto uspehov, zmagala je na regijskem tekmovanju, na državnem pa prejela srebrno odličje. 
Od leta 1997 sodeluje tudi pri vokalnemu kvintetu Ajda s Prevalj, kjer ubrano moško petje spremlja s citrami. 
Igra tudi na raznih kulturnih in zasebnih prireditvah, kamor jo radi povabijo v domačem kraju.